# Paul Schwerdt
Paul Schwerdt (* 22. Oktober 1899 in Nebra; † 18. Februar 1959 in Alsdorf) war ein deutscher Politiker der KPD.
Schwerdt war von 1928 bis 1931 Bergmann, danach war er während der Weltwirtschaftskrise bis 1933 arbeitslos. Bereits vor 1933 war er Mitglied der KPD. Aus politischen Gründen wurde er von der nationalsozialistischen Regierung von Februar bis November 1933 in Aachen in „Schutzhaft“ genommen. Zwischen 1934 und 1936 saß er im Zuchthaus Rheinbach wegen „Vorbereitung zum Hochverrat“ ein. Nach einer weiteren Untersuchung durch die Gestapo zwischen September und Oktober 1937 arbeitete Schwerdt bis 1946 erneut im Bergbau. 
Seit 1945 war er Parteisekretär der KPD. Im Jahr 1946 war er Mitglied des Provinzialrates Nordrhein sowie zwischen 1946 und 1947 Mitglied des ernannten Landtages von Nordrhein-Westfalen.  